# Malesia

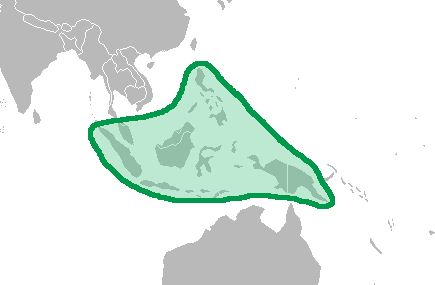
Malesia

Malesia es una región biogeográfica de clima ecuatorial situada entre la región Indomalaya y Australasia. Se considera también una región fitogeográfica o reino floral dentro de la ecozona paleotropical. Esta región forma parte tanto de Asia como de Oceanía, y en ella predominan los ecosistemas de selva ecuatorial.
Malesia fue primero identificada como una región florística conformada por la península de Malaca, Insulindia, Nueva Guinea y el archipiélago de Bismarck, sobre la base de la flora tropical compartida o derivada especialmente de Asia, pero también con numerosos elementos de la flora australiana, incluidas  especies de coníferas australes (Podocarpaceae y Araucariaceae). Malesia se solapa con cuatro regiones distintas de fauna de mamíferos.
Esta región florística se compone a su vez de las siguientes regiones biogeográficas:
- Sondalandia
- Filipinas
- Wallacea
- Oceanía Cercana (equivalente a Melanesia occidental)